# あのあるる
あのあ るる（1988年3月8日 -）は、日本のAV女優である。エスワンガールメンバー。プライムエージェンシー所属。
趣味はインターネットで、特技はベリーダンスである。

## 略歴
2007年に、ベガファクトリーにてビンビンガールをリリースした翌年、2008年4月7日に恵比寿マスカッツの立ち上げメンバーの一人として初のテレビ出演。
同年4月1日に着エロ系イメージビデオ未満から『AV無理』をリリース。同年9月、エスワンより『了解xギリモザ 新人ギリモザ』でAVデビュー。

## 作品

### イメージビデオ
- ビンビンガール（2007年7月19日、ベガファクトリー）
- AV無理（2008年4月1日、未満）
- AV無理2（2008年5月1日、未満）
- 極乳（2008年6月13日、garo*）
- 淫乳（2008年10月19日、GNS）
- 妻美喰い（2009年11月27日、オルスタックピクチャーズ）

### アダルトビデオ
2008年
- 了解xギリモザ 新人ギリモザ（9月19日、エスワン）[2]
- ギリモザ 6つのコスチュームでパコパコ!（10月19日、エスワン）
- ギリモザ ネットリ濃厚セックス（2008年11月19日、エスワン）
- ギリモザ 揺れる爆乳、満たされない性欲（2008年12月19日、エスワン）

2009年
- ギリモザ めぞんTSUBAKI（1月7日、エスワン）共演:吉沢明歩、みひろ、Rio、麻美ゆま、初音みのり、相内リカ、かすみりさ、佐山愛(販売中止)
- ギリモザ 無限絶頂!激イカセFUCK（1月19日、エスワン）
- ギリモザ バコバコ乱交（2月19日、エスワン）
- ギリモザ 絶叫!ビッグマグナムFUCK（3月19日、エスワン）
- ギリモザ 失禁羞恥エクスタシー（4月19日、エスワン）（販売中止）
- 魅惑のゴックン女教師（5月13日、MOODYZ）
- 愛しのザーメン（6月13日、MOODYZ）
- めぞんエスワン別館（年6月19日、エスワン）共演:吉沢明歩、みひろ、相内リカ、かすみりさ、佐山愛、初音みのり、Rio、麻美ゆま
- 真性中出し（7月13日、MOODYZ）
- めぞんエスワン S1女優と24時間セックスざんまい!（7月19日、エスワン）共演:みひろ、吉沢明歩、麻美ゆま、Rio、初音みのり、佐山愛、かすみりさ、相内リカ
- 超爆乳ボディSPECIAL（8月13日、MOODYZ）共演:花井メイサ、青木りん、小峰ひなた
- 声が出せない、全てが終わってしまうから… 新人OL・仕組まれた婚約（9月7日、アタッカーズ）
- きもち良すぎて死んじゃいそう。（10月19日、乱丸）
- Tokyo A・GE・HA 10（11月20日、グレイズ）
- 団地妻生中出し 15（12月11日、TMA）共演:妃悠愛、神山杏奈、他1名
- E-BODY SPECIAL-肉食獣の宴-（12月13日、E-BODY）共演:愛沢蓮、諸星セイラ、松生彩、有沢実紗、星優乃、夏川亜咲、並木るか、福山優、芹沢もえ

2010年
- 肉食獣の宴 第二夜 〜着ててもわかる、イーボディ。（1月13日、E-BODY）共演:愛沢蓮、諸星セイラ、松生彩、有沢実紗、夏川亜咲、並木るか、福山優、星優乃、芹沢もえ
- 競泳水着 ローション 尻コキ（4月1日、Fetishist/妄想族）出演:灘坂舞、花井メイサ、篠めぐみ、海馬ゆう、みづなれい、紗奈、小泉梨菜、水城奈緒、浅香ゆき
- ローション競泳水着 02（4月9日、TMA）

## テレビ
- おねがい!マスカット　（テレビ東京、2008年4月9日 - 2008年6月4日）
- エロ生☆パラダイス （GyaOジョッキー、2008年11月4日・2009年1月27日放送ゲスト出演）
- デラ☆エロパラ(GyaOジョッキー、2009年7月21日放送ゲスト出演)
- 桃のふくらみ #79（MONDO TV）
- ドキドキ！？にゅ～すキャスター（MONDO21）